# Вазописець Сізіфа

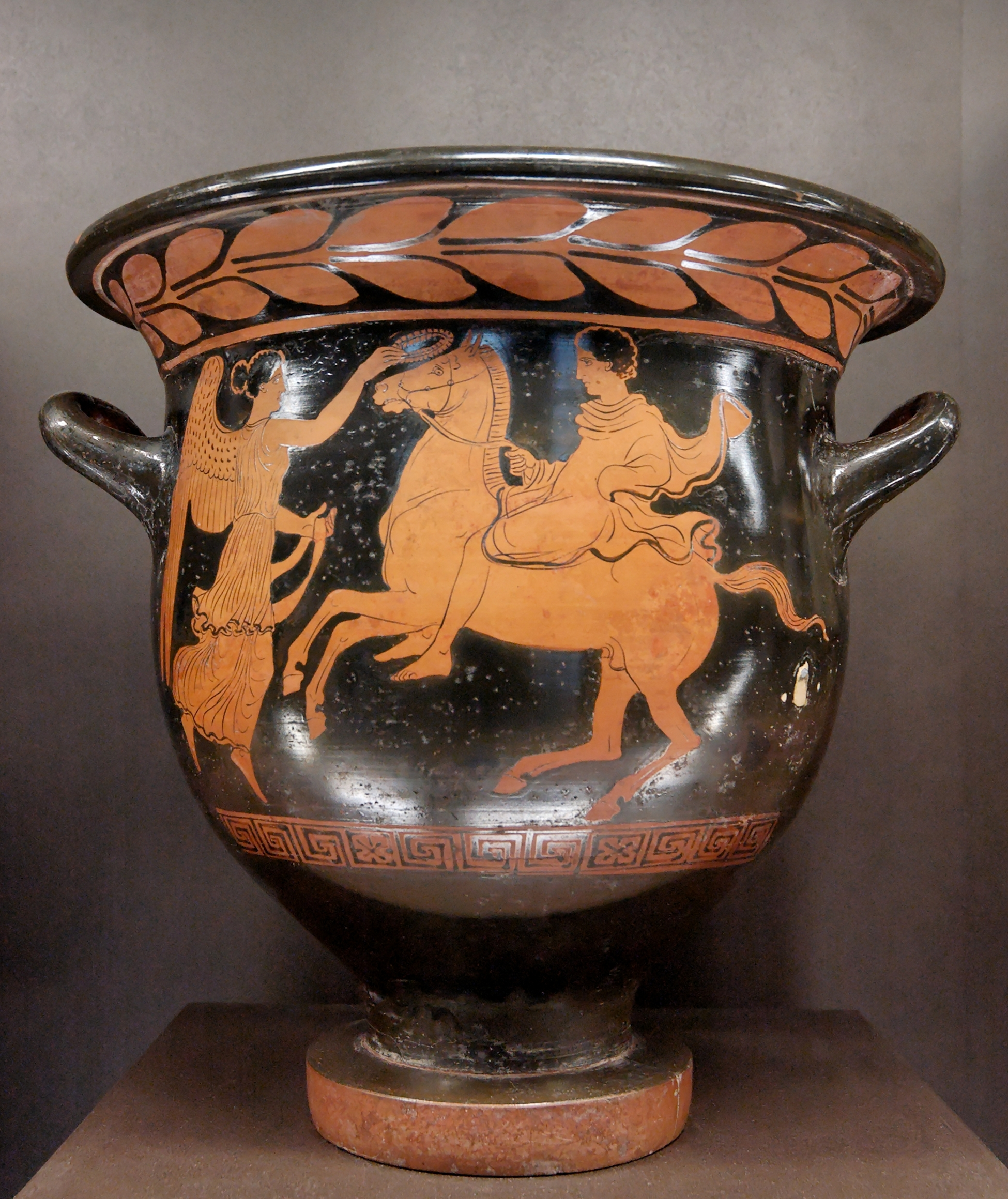
Вершник та крилата Ніка, дзвоноподібний кратер, Вазописець Сізіфа

Вазописець Сізіфа — анонімний давньогрецький вазописець, працював в Апулії наприкінці V — на початку IV століття до н. е. червонофігурній техніці. Один з найвизначніших вазописців апулійської техніки та всієї Південної Італії.
Його умовне ім'я пов'язане з його іменною вазою — кратером із волютами, на якому зображено весільну сцену. Один з гостей весілля тримає в руках подарунок у формі серця, на якому міститься напис «Сізіф». Вважається, що Вазописець Сізіфа був послідовником традиції Вазописця Берлінських танцюючих дівчат, можливо, він навіть міг починати працювати у майстерні останнього. Дослідники також вважають, що на техніці Вазописця Сізіфа відчутний вплив низки аттичних вазописців, наприклад, Вазописця карликів та Вазописця Кодра.
Якість робіт Вазописця Сізіфа характеризиється неоднокавою якістю, зокрема на вазах великих форм він виявив неабияке уміння зображувати деталі обличчя, зображуючи у профіль на три чверті. Серед ранніх робті найчастіше зустрічаються дзвоноподібні кратери, як правило, прикрашені трьома фігурами. Головними мотивами вазопису Вазописця Сізіфа були сцени повсякденного життя або діонісійські сцени. На звороті вази часто зображувались 2 або 3 юнаки, огорнені накидками. Пізні роботи майстра відрізняються нижчою якістю виконання, вони здебільшого надто стереотипні.